# Cal Pauleta
Cal Pauleta és una obra noucentista de Guissona (Segarra) inclosa a l'Inventari del Patrimoni Arquitectònic de Catalunya.

## Descripció
Casa de tres plantes ubicada a l'Avinguda Notari Josep Faus de Guissona.
A la planta baixa trobem tres portes, les dues laterals de grans dimensions per a l'entrada de vehicles i la central més petita que dona accés a la zona habitada. Les dues portes rectangulars de garatge tenen una motllura esgraonada de pedra, mentre que la central presenta un entaulament sostingut per columnes amb capitells geomètrics, damunt del qual hi ha un lluernari emmarcat per tríglifs i perfilat per una cornisa amb diferents volums.
La planta noble està formada per dos grans balcons amb baranes de pedra i portes balconeres rectangulars amb motllures i mènsules al centre, que flanquegen una tribuna amb cinc ocertures, la central més gran que les laterals. Aquesta tribuna es corona amb unes motllures decoratives, que sustenten el balustres de pedra de la següent planta. El cos central de l'edifici, s'eleva de forma aïllada formant un tercer pis, en el que trobem una porta balconera amb motllura i mèsula igual que les de la planta anterior. Aquest cos es corona amb un entaulament senzill, mentre que els altes dos cossos de l'edifici queden a un nivell més baix i es decoren amb unes motllures que formen marcs horitzontals.